# Pakistan Times
De Pakistan Times (1947-1996) was een Pakistaanse krant, oorspronkelijk opgericht door de linkse Progressive Papers Limited gevestigd in de Pakistaanse stad Lahore.
De krant was eigendom van en werd geëxploiteerd door Mian Iftikharuddin, een Punjabi-politicus voorheen van het Indian National Congress maar na 1946 van de All-India Muslim League. De krant begon met publicatie op 4 februari 1947. De hoofdredacteur in de jaren 1940 was de communistische dichter Faiz Ahmed Faiz. Na zijn arrestatie in 1951 in verband met de Rawalpindi-samenzwering, diende Mazhar Ali Khan als hoofdredacteur. De Pakistan Times bleef een invloedrijke krant in de jaren vijftig, met zijn afwijzende kritiek op de regering bij deelname aan de door de VS gesponsorde militaire allianties.
Tijdens het militaire regime van Ayub Khan werd strenge censuur opgelegd aan de pers, inclusief de Pakistan Times. In april 1959 nam het regime de Progressive Papers Limited onder de Pakistan Security Act over.
In 1964 werd door de regering Ayub de National Press Trust opgericht als een organisatie voor het beheren van kranten, waaronder de Pakistan Times. In de jaren tachtig werden tien journalisten en managementpersoneel van de Pakistan Times door het Zia ul-Haq-regime ontslagen vanwege hun banden met de Beweging voor het herstel van de democratie en voor het ondertekenen van een oproep voor de "Peace in Sindh" -beweging.
De National Press Trust werd in 1996 geprivatiseerd. In hetzelfde jaar werd de Pakistan Times gesloten.
De Pakistan Times werd opnieuw gelanceerd door Youth Group Limited mediagroep Youth Productions. Mede-oprichter is Umair Ahmad.